# Epipactis graberi
Epipactis graberi är en orkidéart som beskrevs av Aimée Antoinette Camus. Epipactis graberi ingår i släktet knipprötter, och familjen orkidéer. Inga underarter finns listade i Catalogue of Life.